# Auszug nach Witzenhausen
Der Auszug der Göttinger Studentenschaft nach Witzenhausen im Juli 1818 war zweite große Auszug aus der Universitätsstadt Göttingen im 19. Jahrhundert nach dem Auszug nach Münden im Jahr 1806. Er hatte in der Auseinandersetzung mit den Behörden des Königreichs Hannover nicht die von den Studenten beabsichtigte Wirkung.

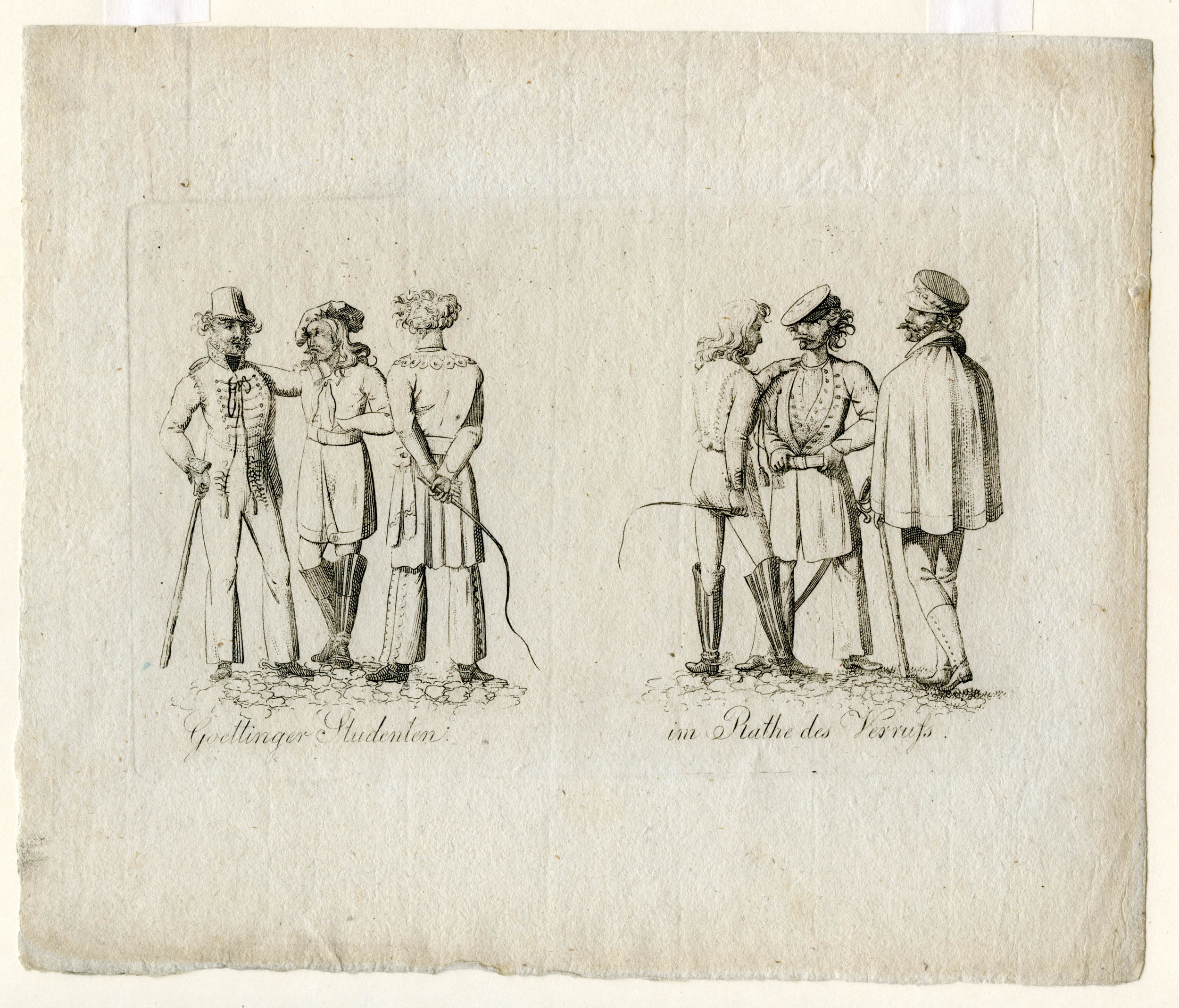
Göttinger Studenten (1818)

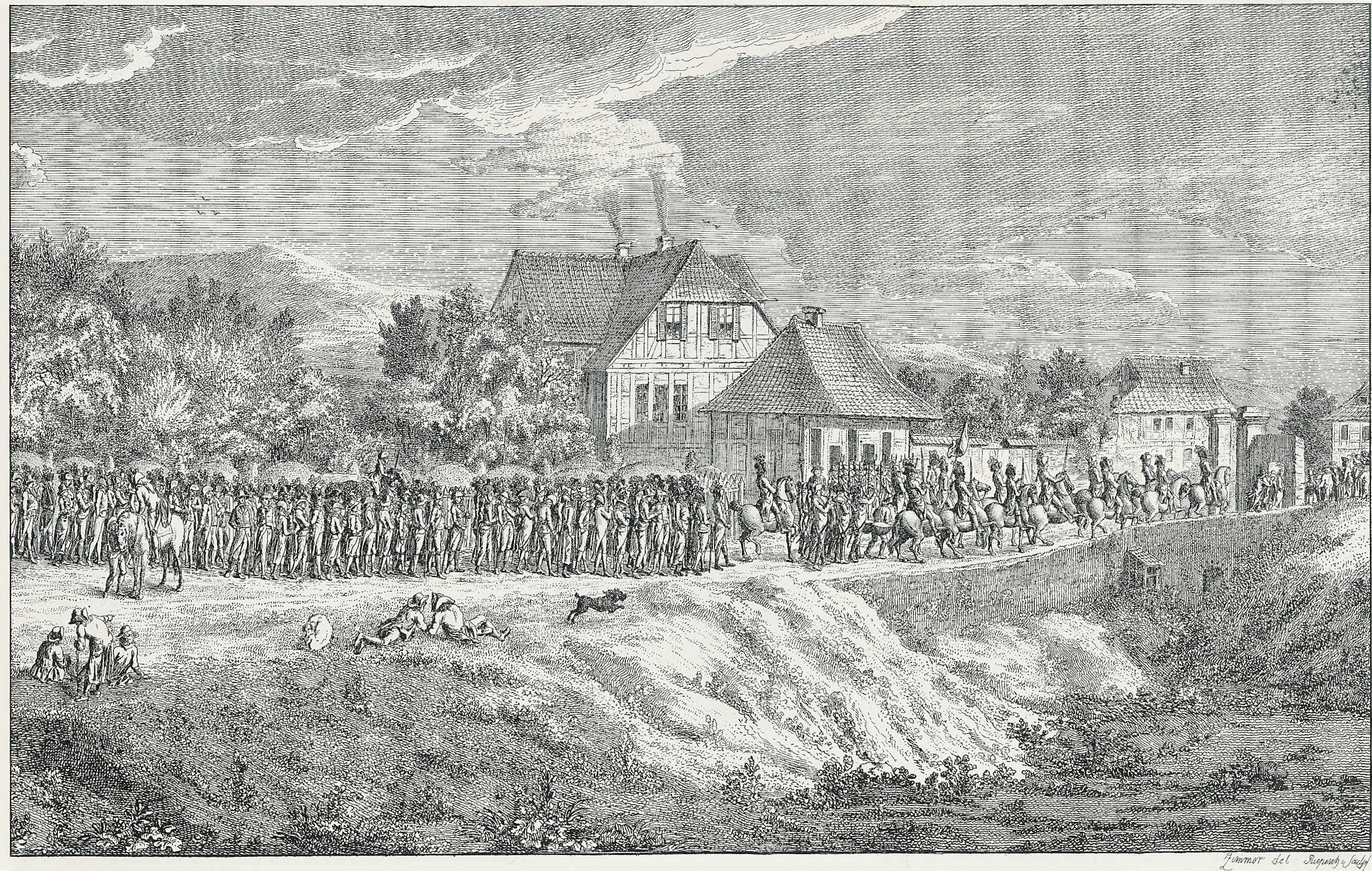
Rückkehr der Göttinger Studenten vom Kerstlingeröder Feld (1790)

## Hintergrund
Auszüge waren ein politisches Kampfmittel der Studenten, das in Göttingen mit dem Auszug zum Kerstlingröderfeld am 26. Juli 1790 erstmals und damals sehr erfolgreich angewandt wurde. Dieser große Auszug Göttinger Studenten des 18. Jahrhunderts ist daher Legende und Vorbild für alle weiteren Auszüge des 19. Jahrhunderts. Schon der Auszug nach Hann. Münden im Jahr 1806 war für die Studierenden weniger erfolgreich. Der Anlass des Auszugs 1818 ähnelte dem, der schon 1790 zum Auszug auf das Kerstlingröderfeld geführt hatte.

## Verlauf
Am 2. Juli 1818 hatte ein Student Streit mit einem Göttinger Handwerker, dem Metzger Krische, bekommen, weil der Student, Regenschutz suchend, bei seinem Weg durch die Fleischstände am Rathaus einen Jungen angerempelt hatte. Der Wortwechsel zwischen beiden endete mit einem tätlichen Angriff des Handwerkers gegen den Studenten, der umgehend bei der örtlichen Polizei Beschwerde führte. Der Göttinger Polizeisenator Ulrich sah zwar ein Verschulden des Handwerkers, verwies den Studenten aber dennoch auf den Klageweg an das Strafgericht. Die Angelegenheit wurde von der gesamten Studentenschaft aufgegriffen und zu ihrer Sache gemacht, weil das Verhältnis zwischen Studentenschaft und den Bürgern Göttingens zu dieser Zeit ohnehin unter Anspannungen litt.

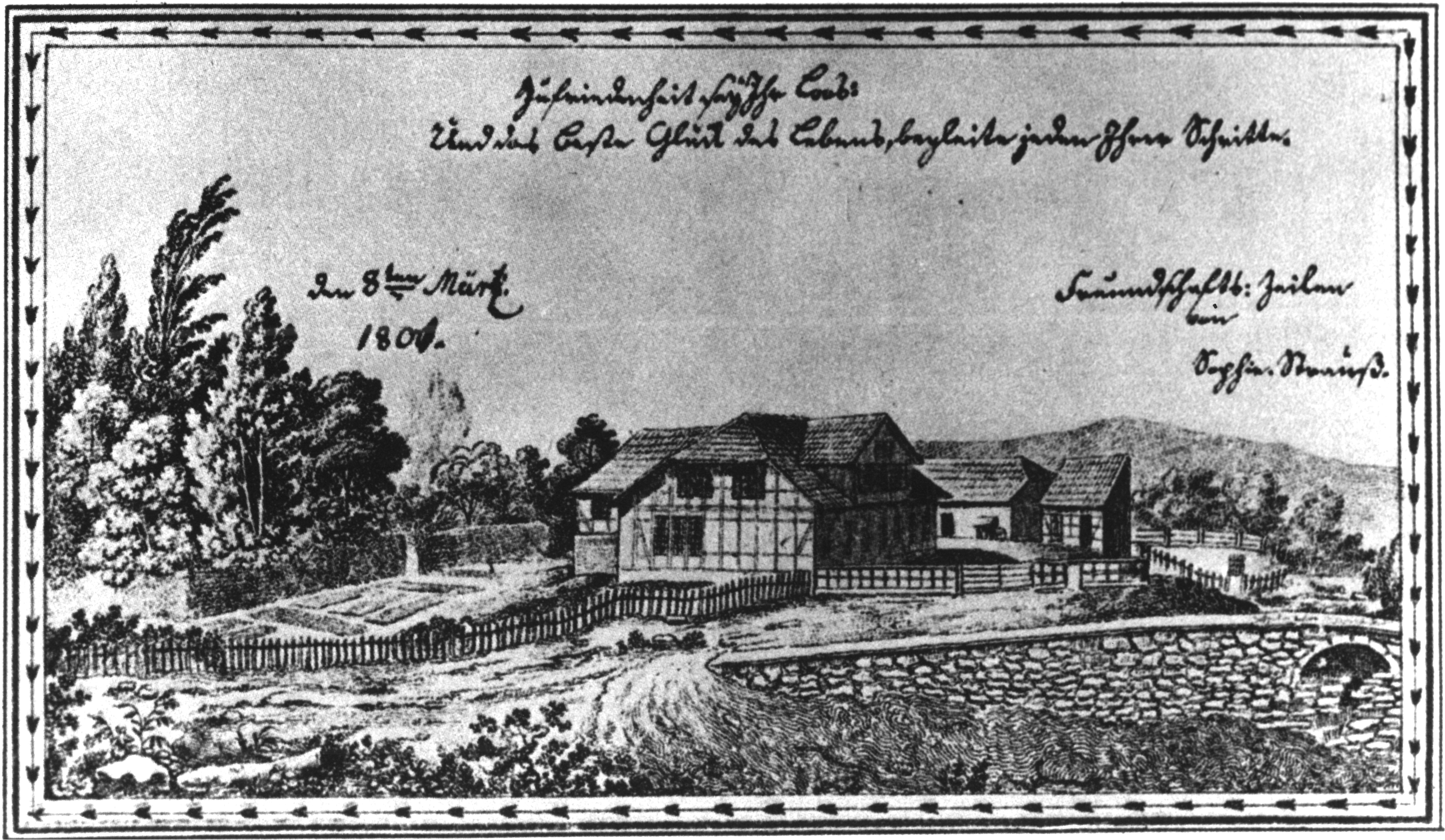
Ulrichs Garten 1801 auf einem Stammbuchblatt

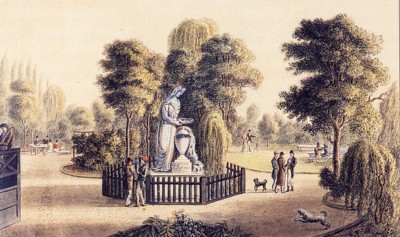
Denkmal für Gottfried August Bürger in Ulrichs Garten (1956 abgetragen)

Die Senioren der Göttinger Corps, die sich als die Vertreter der gesamten Studentenschaft sahen, beriefen daher am 11. Juli die Studentenschaft zu einer Versammlung auf den Ulrich, einen vor der Albanikirche gelegenen Gasthof ein, weil die erwartete Genugtuung nicht erfolgt war. Die Studentenschaft wählte den Studenten Böhmker aus Eutin zu ihrem Sprecher. Dieser hielt eine kurze Ansprache und ohne große weitere Diskussion wurde beschlossen, sich die Genugtuung durch das Einwerfen der Fenster des Schlachters zu verschaffen. Man erwischte das Haus eines Namensvetters von Krische, was immerhin gerade noch bemerkt wurde, bevor das Haus insgesamt eingerissen zu werden drohte. Daraufhin wandten sich die Studenten dem Haus des Polizeisenators Ulrich zu, und zertrümmerten unter „Pereat“-Geschrei auch dessen Fenster. Der herbeigeeilte Prorektor der Universität konnte die Studenten beruhigen und sicherte ihnen zu, dass Universitätsjäger und Pedelle sie nicht behelligen würden.
Die städtische Polizei berichtete jedoch am 12. Juli per Estafette direkt an das Kabinettsministerium in Hannover und bat um Untersuchung des Vorfalls. Die Regierung schickte zu diesem Zweck am 20. Juli den Hofrat Georg Friedrich Falcke, der am Folgetag mit einer Abteilung Soldaten aus der nächsten Garnison in Northeim verstärkt wurde. Am 22. Juli kam es auf dem Göttinger Marktplatz zu einem Tumult, bei dem das berittene Militär neun Studenten mit Säbelhieben verwundete. Am 23. Juli verstärkte Falke die Husaren noch um 40 Infanteristen. Dies führte zum Beschluss der Studentenschaft, die Universitätsstadt umgehend zu verlassen. Von Witzenhausen aus, dem ersten Ort außerhalb des Königreichs Hannover, versuchten die Senioren des Corps Guestphalia, von Forckenbeck, und des Corps Vandalia, Ludwig von Wickede, als Deputierte mit der Regierung des Königreichs Hannover zu verhandeln. Die Aufnahme von Verhandlungen wurde sowohl von der Regierung als auch von Seiten der Georg-August-Universität abgelehnt. Ultimativ wurde den Landeskindern des Königreichs mitgeteilt, dass sie nicht mit Einstellung in den hannoverschen Staatsdienst rechnen könnten und ihrer Stipendien verlustig gingen, wenn sie nicht bis zum 15. August nach Göttingen zurückkehrten. Auf diese Nachricht hin verhängte die Studentenschaft über die Universität für die Dauer von zwei Jahren den Verruf. Ausgenommen waren nur hannoversche Landeskinder und Stipendiaten.
Infolge dieses Verrufs sank die Zahl der Studierenden an der Universität Göttingen von 1158 Studierenden im Sommersemester 1818 auf 858 Studenten im folgenden Wintersemester ab. Die Senioren der drei Göttinger Landescorps, darunter der Student Karl von Bothmer vom Corps Bremensia und der Hannoveraner-Senior Friedrich Schrader, wurden nach Rückkehr im Zuge der Untersuchungen durch die akademischen Behörden hart bestraft, obwohl sie versucht hatten, ihre Kommilitonen zu beschwichtigen.

## Folgen
Alle Corps wurden offiziellerseits aufgelöst, die drei Landescorps Hannovera, Bremensia und Brunsviga bestanden aber insgeheim weiter, weil ihre Mitglieder durch die Verrufserklärung im Interesse ihrer zukünftigen Berufsaussichten nicht betroffen waren. Die anderen Corps gingen aufgrund der Boykottwirkung der Verrufserklärung ein, da ihre Mitglieder Göttingen größtenteils verließen. Erst um 1820 blühte das Leben der Studentenverbindungen in Göttingen trotz starken Verfolgungsdrucks vorübergehend auch für Außenstehende sichtbar wieder auf.
Ein weiterer Auszug nach Witzenhausen fand im Jahr 1823 statt.